# كارول ستون
كارول ستون (بالإنجليزية: Carol Montgomery Stone)‏ هي ممثلة أمريكية، ولدت في 1 فبراير 1915، وتوفيت في 10 يونيو 2011.

## وصلات خارجية
- كارول ستون على موقع IMDb (الإنجليزية)
- كارول ستون على موقع قاعدة بيانات برودواي على الإنترنت (الإنجليزية)
- كارول ستون على موقع قاعدة بيانات الفيلم (الإنجليزية)